# Teoria da escolha racional
A teoria de escolha racional, também conhecida como teoria de escolha ou teoria da ação racional, é um modelo para a compreensão e, muitas vezes, a modelagem formal do comportamento social e econômico. A premissa básica da teoria da escolha racional é que o comportamento social agregado resulta do comportamento de atores individuais, cada um dos quais está tomando suas decisões individuais. A teoria também se concentra nos determinantes das escolhas individuais  (individualismo metodológico).
A teoria da escolha racional, então, assume que um indivíduo tem preferências entre as alternativas de escolha disponíveis que lhes permitem indicar qual opção ele prefere. Estas preferências são consideradas completas (a pessoa pode sempre dizer qual das alternativas considera preferível ou que nenhuma é preferível à outra) e transitivas (se a opção A é preferida à opção B e a opção B é preferida à opção C, então A é preferido em relação a C). Presume-se que o agente racional leve em conta informações disponíveis, probabilidades de eventos e potenciais custos e benefícios na determinação de preferências, e aja consistentemente na escolha da melhor escolha de ação auto-determinada.
A racionalidade é amplamente utilizada como uma suposição do comportamento dos indivíduos em modelos e análises microeconômicos, e aparece em quase toda a literatura de economia relacionada com a tomada de decisão humana. Ela também é usada na ciência política, na sociologia, e na filosofia. Uma versão específica de racionalidade, a racionalidade instrumental, envolve almejar a melhor relação custo-benefício para atingir um objetivo específico, sem tomar em consideração a virtude ou dignidade do objetivo. Gary Becker foi um dos primeiros proponentes da aplicação mais abrangente de modelos de um ator racional. Becker recebeu em 1992, o Prêmio Nobel Memorial em Ciências Econômicas para seus estudos de discriminação, crime, e capital humano.

## Definição e âmbito de aplicação
O conceito de racionalidade usado na teoria da escolha racional é diferente do uso coloquial e mais filosófico da palavra. Coloquialmente, o comportamento "racional" normalmente significa "sensato", "previsível" ou "de maneira ponderada e clara". A teoria da escolha racional usa uma definição mais estrita de racionalidade. Em seu nível mais básico, o comportamento é racional se for orientado por objetivos reflexivos (avaliativo) e consistentes (ao longo do tempo e situações de escolha diferentes). Isso contrasta com o comportamento aleatório, impulsivo, condicionado ou adotado pela imitação (não-avaliativa).
Os primeiros economistas neoclássicos que escreveram sobre escolha racional, incluindo William Stanley Jevons, assumiram que os agentes fazem escolhas de consumo de modo a maximizar sua felicidade ou utilidade. A teoria contemporânea baseia a escolha racional num conjunto de axiomas de escolha que precisam ser satisfeitos, e tipicamente não especifica de onde vem a meta (preferências, desejos). Ela exige apenas uma classificação consistente das alternativas.:501 Os indivíduos escolhem a melhor ação de acordo com suas preferências pessoais e as restrições que enfrentam. Por exemplo, não há nada de irracional em preferir peixe à carne pela primeira vez, mas há algo irracional em preferir pescar a comer carne numa situação e preferir comer carne a pescar noutra, sem que nada mais tenha mudado entretanto.
Os teóricos da escolha racional não afirmam que a teoria descreve o processo de escolha, mas que prediz o resultado e o padrão das escolhas. Uma suposição frequentemente acrescentada ao paradigma da escolha racional é que as preferências individuais são de interesse próprio, caso em que o indivíduo pode ser chamado de homo economicus. Tal indivíduo age como se equilibrasse os custos contra os benefícios para chegar a uma ação que maximizasse a vantagem pessoal.  Proponentes de tais modelos, particularmente aqueles associados com a escola de economia de Chicago, não afirmam que as suposições de um modelo são uma descrição precisa da realidade, apenas que ajudam a formular hipóteses claras e falsificáveis. Nessa visão, a única maneira de julgar o sucesso de uma hipótese são os testes empíricos.  Para usar um exemplo de Milton Friedman, se uma teoria que diz que o comportamento das folhas de uma árvore é explicado por sua racionalidade passa no teste empírico, ela é vista como bem-sucedida.
Sem especificar o objetivo ou as preferências do indivíduo, pode não ser possível testar empiricamente, ou falsificar, a suposição de racionalidade. No entanto, as previsões feitas por uma versão específica da teoria são testáveis. Nos últimos anos, a versão mais prevalente da teoria da escolha racional, a teoria da utilidade esperada, foi desafiada pelos resultados experimentais da economia comportamental. Os economistas estão aprendendo de outros campos, como a psicologia, e estão enriquecendo suas teorias de escolha a fim de obter uma visão mais precisa da tomada de decisão humana. Por exemplo, o economista comportamental e psicólogo experimental Daniel Kahneman ganhou o Prêmio Nobel de Ciências Econômicas em 2002 por seu trabalho nesse campo.
A teoria de escolha racional tornou-se cada vez mais empregada em ciências sociais diferentes da economia, tais como a sociologia, a teoria evolucionista e a ciência política nas últimas décadas. Ela têm tido forte impacto sobre o estudo da ciência política, especialmente em campos como o estudo dos grupos de interesse, eleições, comportamento nas legislaturas, coligações e burocracia. Em um desses campos, a utilização do paradigma da escolha racional é utilizada para explicar uma ampla gama de fenômenos sociais que são temas de controvérsia.

## Ações, pressupostos e preferências individuais
A premissa da teoria da escolha racional como uma metodologia das ciências sociais é que o comportamento agregado na sociedade reflete a soma das escolhas feitas pelos indivíduos. Cada indivíduo, por sua vez, faz sua escolha com base em suas próprias preferências e restrições (ou conjunto de opções) que enfrenta.
No nível individual, a teoria da escolha racional estipula que o agente escolhe a ação (ou resultado) que prefere. No caso em que as ações (ou resultados) podem ser avaliadas em termos de custos e benefícios, um indivíduo racional escolhe a ação (ou resultado) que fornece o benefício líquido máximo, ou seja, o benefício máximo menos o custo.
A teoria se aplica a configurações mais gerais do que aquelas identificadas pelos custos e benefícios. Em geral, a tomada de decisão racional implica escolher entre todas as alternativas disponíveis a alternativa que o indivíduo prefere. As "alternativas" podem ser um conjunto de ações ("o que fazer?") ou um conjunto de objetos ("o que escolher / comprar?"). No caso das ações, o que realmente importa é o resultado que resulta de cada ação possível. As ações, neste caso, são apenas um instrumento para obter um resultado particular.

### Declaração Formal
As alternativas disponíveis muitas vezes são expressas como um conjunto de objetos, por exemplo um conjunto de j exaustivas e exclusivas ações:
{\displaystyle A=\{a_{1},\ldots ,a_{i},\ldots ,a_{j}\}}
Por exemplo, se uma pessoa pode escolher para votar para Roger ou Sara ou abster-se, o seu conjunto de alternativas possíveis é:
{\displaystyle A=\{{\text{Votar em Roger, Votar em Sara, se Abster}}\}}
A teoria faz dois pressupostos técnicos sobre os indivíduos com preferências sobre alternativas:
- Integridade – para qualquer uma das duas alternativas, umeu e umj no conjunto, umeu é o preferido para umjou umj é o preferido para umeu, ou o indivíduo é indiferente entre umeu e umj. Em outras palavras, todos os pares de alternativas podem ser comparados uns com os outros.
- A transitividade – se alternativa a1 é o preferido para um2, e a alternativa de um2 é o preferido para um3e, em seguida, um1 é o preferido para um3.

Juntos, esses dois pressupostos implicam que, dado um conjunto de exaustivas e exclusivas opções de ações, um indivíduo pode classificar os elementos deste conjunto, em termos de sua preferências em uma ordem  internamente de maneira consistente (o ranking constitui uma ordenamento parcial), e o conjunto a tem pelo menos um elemento máximo.
A preferência entre duas alternativas pode ser:
- Preferência estrita: Ocorre quando um indivíduo prefere a1 para a2 e faz que não as vê como igualmente preferido.
- Preferência fraco: Implica que o indivíduo seja estritamente prefere a1 mais de um2 ou é indiferente entre eles.
- A indiferença ocorre quando um indivíduo, nem prefere a1 para a2, nem um2 para a1. Desde (integralidade) o indivíduo não recusar uma comparação, eles devem, portanto, ser indiferente, neste caso.

Pesquisas que decolaram na década de 1980 buscaram desenvolver modelos que descartassem essas suposições e argumentassem que tal comportamento ainda poderia ser racional, Anand (1993). Este trabalho, muitas vezes conduzido por teóricos econômicos e filósofos analíticos, sugere que as suposições ou axiomas acima não são completamente gerais e podem, na melhor das hipóteses, ser consideradas como aproximações.

### Suposições adicionais
- Informação perfeita: O modelo de escolha racional simples acima assume que o indivíduo tem informações completas ou perfeitas sobre as alternativas, ou seja, a classificação entre duas alternativas não envolve incerteza.
- Escolha sob incerteza: Em um modelo mais rico que envolve incerteza sobre como as escolhas (ações) levam a resultados finais, o indivíduo escolhe efetivamente entre loterias, onde cada loteria induz uma distribuição de probabilidade diferente sobre os resultados. A suposição adicional de independência de alternativas irrelevantes leva à teoria da utilidade esperada.
- Escolha intertemporal: Quando as decisões afetam as escolhas (como o consumo) em diferentes momentos, o método padrão para avaliar as alternativas ao longo do tempo envolve descontar os payoffs futuros.
- Habilidade cognitiva limitada: Identificar e pesar cada alternativa contra todos os outros pode demandar tempo, esforço e capacidade mental. Reconhecer o custo que estas impõem ou limitações cognitivas dos indivíduos dá origem a teorias de racionalidade limitada .

Teorias alternativas da ação humana incluem componentes como a teoria prospectiva de Amos Tversky e Daniel Kahneman, que reflete o achado empírico de que, ao contrário das preferências padrão assumidas na economia neoclássica, os indivíduos atribuem valor extra aos itens que já possuem em comparação com itens semelhantes por outros. De acordo com as preferências padrão, a quantia que um indivíduo está disposto a pagar por um item (como uma caneca de bebida) é igual ao valor que ele ou ela está disposto a receber para poder se desfazer dele. Nos experimentos, o último preço é, às vezes, significativamente mais alto do que o primeiro (mas veja Plott e Zeiler, 2005, Plott e Zeiler, 2007 e Klass e Zeiler, 2013). Tversky e Kahneman não caracterizam üüloss aversão++ como irracional. A economia comportamental inclui um grande número de outras alterações em seu quadro de comportamento humano que vão contra os pressupostos neoclássicos.

## A maximização da utilidade
Muitas vezes, as preferências são descritas por função de utilidade ou função de compensação. Esta é um número ordinal que um indivíduo atribui sobre as ações disponíveis, tais como:
{\displaystyle {\displaystyle u\left(a_{i}\right)>u\left(a_{j}\right).}}
As preferências do indivíduo são então expressas como a relação entre essas atribuições ordinais. Por exemplo, se um indivíduo preferir o candidato Sara a Roger sobre a abstenção, suas preferências teriam a relação:
{\displaystyle {\displaystyle u\left({\text{Sara}}\right)>u\left({\text{Roger}}\right)>u\left({\text{Abster}}\right).}}
Uma relação de preferência que, como acima, satisfaz a completude, a transitividade e, além disso, a continuidade, pode ser representada de maneira equivalente por uma função de utilidade.

## Críticas

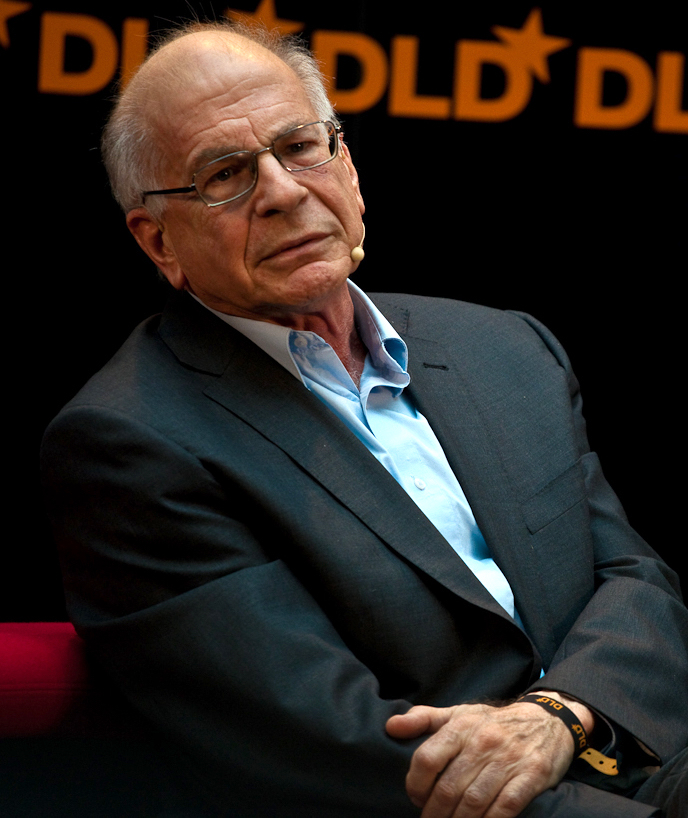
Daniel Kahneman

Tanto os pressupostos quanto as previsões comportamentais da teoria da escolha racional provocaram críticas de vários campos. Como mencionado acima, alguns economistas desenvolveram modelos de racionalidade limitada, que esperam ser mais plausíveis do ponto de vista psicológico, sem abandonar completamente a ideia de que a razão está por trás dos processos de tomada de decisão. Outros economistas desenvolveram mais teorias de tomada de decisão humana que permitem os papéis de incerteza, instituições e determinação dos gostos individuais por seu ambiente socioeconômico (cf. Fernandez-Huerga, 2008).
O livro de 1975 de Martin Hollis e Edward J. Nell oferece uma crítica filosófica da economia neoclássica e uma inovação no campo da metodologia econômica. Além disso, eles delinearam uma visão alternativa ao neoclassicismo baseada em uma teoria racionalista do conhecimento. Dentro do neoclassicismo, os autores abordaram o comportamento do consumidor (na forma de curvas de indiferença e versões simples da teoria da preferência revelada) e o comportamento do produtor marginalista nos mercados de produto e fator. Ambos são baseados em um comportamento racional de otimização. Consideram mercados imperfeitos e perfeitos, já que o pensamento neoclássico abrange muitas variedades de mercado e dispõe de todo um sistema para sua classificação. No entanto, os autores acreditam que as questões decorrentes de modelos maximizadores básicos têm extensas implicações para a metodologia econométrica (Hollis e Nell, 1975, p. 2). Em particular, é essa classe de modelos - comportamento racional como comportamento maximizador - que fornece suporte para especificação e identificação. E isso, eles argumentam, é onde a falha pode ser encontrada. Hollis e Nell (1975) argumentaram que o positivismo (amplamente concebido) deu ao neoclassicismo um apoio importante, que eles demonstram ser infundado. Eles baseiam sua crítica do neoclassicismo não apenas em sua crítica do positivismo, mas também na alternativa que propõem, o racionalismo.  De fato, eles argumentam que a racionalidade é central para a economia neoclássica - como a escolha racional - e que essa concepção de racionalidade é mal utilizada. Demandas são feitas que não podem se cumprir.
Em seu trabalho de 1994, Patologias da Teoria da Escolha Racional (Pathologies of Rational Choice Theory), Donald P. Green e Ian Shapiro argumentam que os resultados empíricos da teoria da escolha racional foram limitados. Eles afirmam que grande parte da literatura aplicável, pelo menos na ciência política, foi feita com métodos estatísticos fracos e que, quando corrigidos, muitos dos resultados empíricos não se sustentam mais. Quando tomada nesta perspectiva, a teoria da escolha racional tem fornecido muito pouco para a compreensão global da interação política - e é um valor certamente desproporcionalmente fraco em relação à sua aparência na literatura. No entanto, eles admitem que pesquisas de ponta, por acadêmicos bem versados nos estudos gerais de seus campos (como o trabalho no Congresso dos EUA por Keith Krehbiel, Gary Cox e Mat McCubbins), geraram um valioso progresso científico.
Duncan K. Foley (2003, p.  1) tem também uma importante crítica do conceito de racionalidade e o seu papel na economia. Ele argumentou que
A “racionalidade” desempenhou um papel central na formação e no estabelecimento da hegemonia da economia mainstream contemporânea. À medida que as reivindicações específicas do neoclassicismo robusto desaparecem na história do pensamento econômico, uma orientação para situar explicações de fenômenos econômicos em relação à racionalidade tornou-se cada vez mais a pedra de toque através da qual os economistas convencionais se identificam e se reconhecem. Isso não é tanto uma questão de adesão a qualquer concepção particular de racionalidade, mas de considerar a racionalidade do comportamento individual como o ponto de partida inquestionável da análise econômica.
Foley (2003, p.  9) passou a argumentar que
O conceito de racionalidade, para usar a linguagem hegeliana, representa as relações da sociedade capitalista moderna unilateralmente. O ônus da teoria do ator racional é a afirmação de que indivíduos "naturalmente" constituídos, enfrentando conflitos existenciais por recursos escassos, impõem racionalmente a si mesmos as estruturas institucionais da sociedade capitalista moderna, ou algo que as aproxima. Mas essa maneira de olhar para as questões sistematicamente negligencia as maneiras pelas quais a sociedade capitalista moderna e suas relações sociais constituem, de fato, o indivíduo "racional" e calculista. As limitações bem conhecidas da teoria do ator racional, sua qualidade estática, suas antinomias lógicas, sua vulnerabilidade a argumentos de regressão infinita, sua incapacidade de desenvolver um programa progressivo de pesquisa concreta, podem todas ser rastreadas até este ponto de partida.
Schram e Caterino (2006) contêm uma crítica metodológica fundamental da teoria da escolha racional para promover a visão de que o modelo das ciências naturais é a única metodologia apropriada na ciência social e que a ciência política deve seguir esse modelo, com ênfase na quantificação e matematização. Schram e Caterino argumentam em vez disso pelo pluralismo metodológico. O mesmo argumento é feito por William E. Connolly , que em sua obra Neuropolitics mostra que os avanços na neurociência iluminam ainda mais algumas das práticas problemáticas da teoria da escolha racional.

Mais recentemente, Edward J. Nell e Karim Errouaki (2011, Cap. 1) argumentaram que:
O DNA da economia neoclássica é defeituoso. Nem o problema da indução nem os problemas do individualismo metodológico podem ser resolvidos dentro da estrutura dos pressupostos neoclássicos. A abordagem neoclássica é apelar ao homem econômico racional para resolver ambos. As relações econômicas que refletem a escolha racional devem ser "projetáveis". Mas isso atribui um poder dedutivo ao "racional" que não pode ter consistentemente com suposições positivistas (ou mesmo pragmáticas) (que requerem deduções para serem simplesmente analíticas). Para tornar os cálculos racionais projetáveis, pode-se presumir que os agentes possuem habilidades idealizadas, especialmente a previsão; mas o problema da indução está fora de alcance porque os agentes do mundo não se parecem com os do modelo. Os agentes do modelo podem ser abstratos, mas não podem ser dotados de poderes que os agentes reais não poderiam ter. Isso também enfraquece o individualismo metodológico; se o comportamento não pode ser confiavelmente previsto com base nas "escolhas racionais dos agentes", uma ordem social não pode ser confiada de maneira confiável pelas escolhas dos agentes.
Pierre Bourdieu também se opôs ferozmente à teoria da escolha racional, que considera baseada num mal-entendido sobre a forma de agir dos agentes sociais. Bourdieu argumentou que os agentes sociais não calculam continuamente de acordo com critérios racionais e econômicos explícitos. Segundo Bourdieu, os agentes sociais operam de acordo com uma lógica prática implícita - um sentido prático - e disposições corporais. Os agentes sociais agem de acordo com a sua "sensação de jogo" (sendo o "sentir", grosso modo, habitus e o "jogo" o campo).
Outros cientistas sociais, inspirados em parte pelo pensamento de Bourdieu, expressaram preocupação com o uso inadequado de metáforas econômicas em outros contextos, sugerindo que isso pode ter implicações políticas. O argumento que eles fazem é que, tratando tudo como uma espécie de "economia", eles fazem uma visão particular do modo como uma economia funciona, parece mais natural. Assim, eles sugerem, a escolha racional é tão ideológica quanto científica, o que, por si só, não nega sua utilidade científica.
Uma perspectiva da psicologia evolucionista é que muitas das aparentes contradições e preconceitos em relação à escolha racional podem ser explicadas como sendo racionais no contexto da maximização da aptidão biológica no ambiente ancestral, mas não necessariamente no atual. Assim, quando se vive em nível de subsistência, onde uma redução de recursos pode significar a morte, pode ter sido racional colocar um valor maior em perdas do que em ganhos. Os defensores argumentam que isso também pode explicar as diferenças entre variados grupos.

## Vantagens
A abordagem da escolha racional permite que as preferências sejam representadas como funções de utilidade com valor real. A tomada de decisão econômica torna-se então um problema de maximizar essa função de utilidade, sujeita a restrições (por exemplo, um orçamento). Isso tem muitas vantagens. Ele fornece uma teoria compacta que faz previsões empíricas com um modelo relativamente esparso - apenas uma descrição dos objetivos e restrições do agente. Além disso, a teoria da otimização é um campo bem desenvolvido da matemática. Esses dois fatores tornam os modelos de escolha racional tratáveis em comparação com outras abordagens de escolha. Mais importante ainda, esta abordagem é surpreendentemente geral. Ele tem sido usado para analisar não apenas as escolhas pessoais e domésticas sobre questões econômicas tradicionais como consumo e poupança, mas também escolhas sobre educação, casamento, gravidez, migração, crime e assim por diante, bem como decisões de negócios sobre produção, investimento, contratação, entrada, saída, etc. com diferentes graus de sucesso.
Apesar das deficiências empíricas da teoria da escolha racional, a flexibilidade e a capacidade de lidar com os modelos de escolha racional (e a falta de alternativas igualmente poderosas) fazem com que eles ainda sejam amplamente utilizados.

## Leitura complementar
- «The 2003 reform of the Common Agricultural Policy: against all odds or rational explanations?». Journal of European Integration. 28. doi:10.1080/07036330600785749.